# 스티브 포스터
스티븐 브라이언 포스터(영어: Stephen Brian Foster, 1957년 9월 24일, 햄프셔 주 포츠머스 ~)는 잉글랜드의 전직 축구 선수이다.

## 축구 경력
햄프셔 주 포츠머스 출신인 포스터는 사우샘프턴 유소년부에서 학업과 축구를 병행했지만, 프로 계약 기회를 잡지 못했다. 그는 1973년에 포츠머스에서 중앙 공격수로 현역 생활을 시작했다. 그로부터 1년 후, 이언 세인트 존 감독은 포스터를 중앙 수비수로 전향시켜 수비수로 출전한 베리와의 1976년 11월 경기에서 자책골을 넣었다. 그는 포츠머스 소속으로 1979년까지 활약하다가 브라이턴 & 호브 앨비언으로 이적했다. 브라이턴에서, 포스터는 잉글랜드 국가대표팀 경기에 3번 출전했고, 잉글랜드의 1982년 월드컵 최종 명단에 이름을 올렸고, 1983년 FA컵 결승전에 진출해 맨체스터 유나이티드와 본경기에서 2-2로 비긴 후, 재경기에서 0-4로 패했다. 포스터는 본경기에서 징계로 결장했지만, 재경기에 출전했다. 브라이턴의 직전 시즌 강등에도 불구하고, 포스터는 골드스톤 그라운드에 잔류했다.
브라이턴에서 5년을 보낸 포스터는 1984년 3월에 애스턴 빌라로 이적했다. 그러나, 빌라 파크에서 불행한 8개월을 보낸 그는 1984년 11월에 루턴 타운으로 둥지를 옮겼다. 그는 루턴에서 탄탄한 중앙 수비의 중추가 되었고, 1988년에 모자 장인 군단 주장으로 리그컵 우승을 거두었다.
그는 1989년에 루턴을 떠났고, 이후 옥스퍼드 유나이티드에서 활약하다가 브라이턴에 복귀했고, 남은 현역 4년을 보냈다. 그러나, 브라이턴 2기 시절 구단의 기운이 앞서 10년 전의 1기 시절과 달랐다. 그는 신설 2부 리그(프리미어리그 출범 전까지는 3부 리그)로 강등되었고, 부채를 청산하기 위해 다수의 선수를 방출해야 했다. 4년 후 은퇴할 시점에, 브라이턴은 또다시 강등당해(3부 리그로) 재정난이 악화되어 경기장 매각 절차도 밟았다.
2008년 1월, 그는 BBC 해설가 닉 오언과 함께 잉글랜드와 미국의 합자회사 일원으로 루턴 타운 인수전에 참가했다.